# 陳宇健
陳宇健，澳門電台音樂節目主持、監製。

## 任職公司
澳門電台（2002年至今）

## 簡歷
陳宇健，澳門電台節目監製，華語音樂傳媒大獎評委，中國音樂先鋒榜及粵語歌曲排行榜澳門區代表。
為澳門政府及商業機構指定主持人。
政府及各大品牌機構指定聲音演繹。
澳門市場及管理學學士畢業

## 主持節目
澳門電台
致愛旗艦（2010年至今）
體高一線（2020年至今）
電視節目 
澳廣視至愛新聽力頒獎音樂會
歡樂滿Fun（2008-2011）
寵物窩

## 監製節目
至愛旗艦（2011年至今）